# Heinrich Wölfflin
Heinrich Wölfflin (21. června 1864 Winterthur – 19. července 1945 Curych) byl švýcarský historik umění, jehož analytický, deskriptivní systém zásadně ovlivnil metodologii dějin umění první poloviny 20. století.

## Život a dílo
Wölfflin se narodil ve švýcarském Winterthuru, kde je dnes i pohřbený. Byl žákem a později nástupcem historika umění Jacoba Burckhardta na basilejské univerzitě. Studoval také filozofii u Wilhelma Diltheye v Berlíně a dějiny umění a filozofii na univerzitě v Mnichově, kde jako filolog působil jeho otec Eduard Wölfflin. Ve své dizertaci nazvané Prolegomena zu einer Psychologie der Architektur (1886) vycházel Wölfflin z dobově aktuální psychologické teorie vcítění. Pokusil se ukázat, že architektuře může být rozuměno i z čistě psychologického hlediska. Ve své druhé publikaci Renaissance und Barock (1888) se věnoval italské architektuře z let 1580–1630. Jako jeden z prvních autorů dokázal ocenit vizuální znaky barokního stylu. Přátelil se tehdy také s teoretizujícím sochařem Adolfem von Hildebrandtem, jehož prostřednictvím poznal formalistickou estetiku Konrada Fiedlera. Tu spojil s analytickým výzkumem památek v Burckhardtově smyslu – zejména v práci Klasické umění (1899, český překlad 1912), v níž studoval slohový přechod italského renesančního umění ze 14. do „klasického“ 15. století. Od roku 1897 přednášel dějiny umění v Basileji, od roku 1901 v Berlíně, od roku 1912 v Mnichově a po roce 1924 v Curychu. Bývá mu připisováno, že jako první historik umění začal na přednáškách používat diapozitivy. Promítal vždy dva obrazy vedle sebe tak, aby bylo možné porovnávat formální rozdíly zobrazených uměleckých děl. Podobně pojal i svou nejslavnější práci Kunstgeschichtliche Grundbegriffe (1915), v níž sledoval charakteristické rysy baroka 17. století a porovnával je s uměním klasické renesance 16. století. Zavedl proto 5 dvojic terminologických protikladů (lineárnost × malířskost, plošnost × hloubka, uzavřenost (tektonika) × otevřenost (atektonika), mnohost × jednota, jasnost × nejasnost), na nichž demonstroval rozdíly obou slohů.

## Výběrová bibliografie
- Prolegomena zu einer Psychologie der Architektur, München 1886 (online).
- Renaissance und Barock: eine Untersuchung über Wesen und Entstehung des Barockstils in Italien, München 1888 (online).
- Die Jugendwerke des Michelangelo, München 1891 (online).
- Die klassische Kunst: Eine Einführung in die italienische Renaissance, München 1899. Česky: Klassické umění: Üvod do itallské renaissance. Překlad Václav Vilém Štech. Praha: Jan Laichter, 1912.
- Die Kunst Albrecht Dürers, München 1905.
- Kunstgeschichtliche Grundbegriffe: Das Problem der Stilentwickelung in der neueren Kunst, München 1915 (2. vydání z roku 1917 online). Česky: Academia: Praha 2020 (Základní pojmy dějin umění, ISBN 978-80-200-3080-1)
- Die Bamberger Apokalypse, 1918.
- Das Erklären von Kunstwerken, Leipzig 1921.